# Herrschaft Westerburg

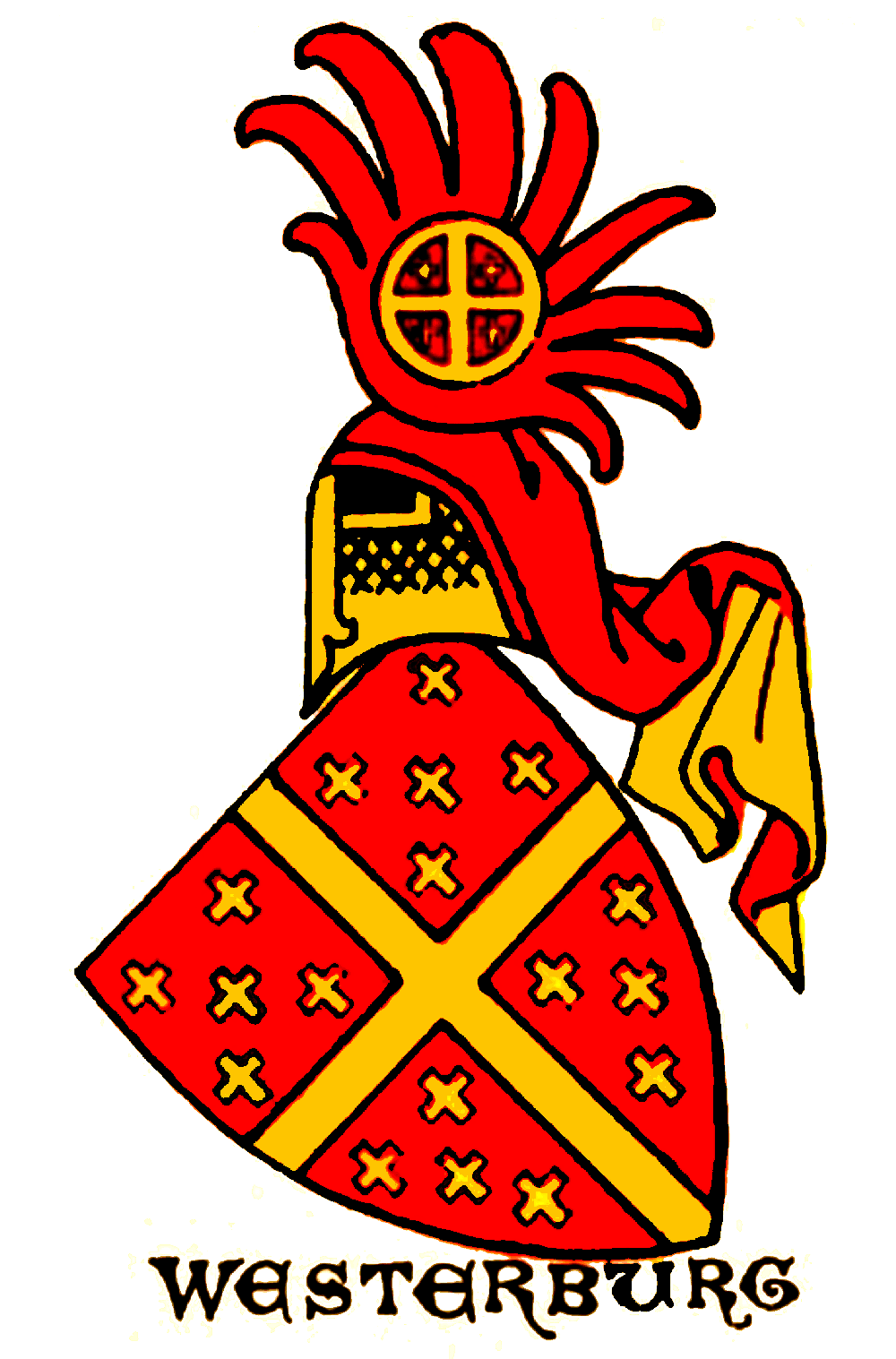
Stammwappen der Herren von Westerburg

Die Herrschaft Westerburg, ein kleines Gebiet um die heutige Stadt Westerburg im Westerwald, ist 1209 erstmals urkundlich bekundet. Die dortige gleichnamige Burg, die jedoch wohl schon wesentlich früher erbaut worden war und 1192 erstmals urkundlich erwähnt ist, wurde Stammsitz der Herren von Westerburg, eines Zweigs der Herren von Runkel.

## Vorläufer: Die Herren von Runkel
Die Herren von Westerburg gehen auf das Haus Runkel zurück, das seinen Hauptsitz auf der Burg Runkel an der Lahn hatte. Nach dem Aussterben dieses älteren Zweigs traten die Westerburger Herren jedoch weitgehend in die Besitzrechte ihrer Runkeler Verwandten ein.
Das Haus Runkel wird erstmals in einer Urkunde vom 1. April 1159 erwähnt. Damals war ein Siegfried I. von Runkel Zeuge, als die Herren von Laurenburg, das spätere Haus Nassau, die Burg Nassau als Lehen erhielten. Möglicherweise befand sich bereits damals der Herrschaftsschwerpunkt des Hauses Runkel in der Gegend von Westerburg. Darauf deutet die Tatsache hin, dass die Burg Runkel nur mit einer sehr kleinen Grundherrschaft in unmittelbarer Nähe versehen war.

## Gründung und Anfangsgeschichte
Siegfried III. von Runkel erwarb durch seine Heirat mit einer Gräfin aus dem Hause der Leininger sowohl Westerburg als auch die Vogtei über das Stift St. Severus in Gemünden und nannte sich seither Siegfried von Runkel und von Westerburg. Zwei seiner Söhne beerbten ihn: Siegfried IV. von Runkel, der in Westerburg residierte, und Dietrich I. von Runkel, der in Runkel saß. Schon um 1250 begannen Familienstreitigkeiten, die unter Siegfrieds Enkeln spätestens im Jahre 1288 zur endgültigen Trennung der Herrschaften Runkel und Westerburg führten. Dietrichs Sohn Siegfried V. von Runkel verdrängte seinen Vetter Heinrich aus Runkel, und dieser, ein Sohn Siegfrieds IV., nannte sich fortan Heinrich II. von Westerburg. Er bekräftigte die Feindschaft durch den Bau der 1288 erstmals erwähnten Burg Schadeck auf dem Runkel gegenüberliegenden Nordufer der Lahn. Durch seine Ehe mit Agnes, Tochter des Gerlach von Limburg, gewann Heinrich auch die Herrschaft Schaumburg und ein Sechstel der Herrschaft Cleeberg.
Auf Heinrich von Westerburg († 1288) folgten sieben Generationen von direkten Nachkommen als Herren von Westerburg:
- Siegfried von Westerburg († 1315)
- Reinhard I. von Westerburg († 1353)
- Johann I. von Westerburg (* 1332, † 1370)
- Reinhard II. von Westerburg (* 1354, † 1421)
- Reinhard III. von Westerburg († 1449)
- Kuno I. von Westerburg (* 1425, † 1459)
- Reinhard IV. (* 1453, † 1522), ab 1475 Reinhard I. zu Leiningen-Westerburg

Die Herrschaft stand, wie auch die anderen kleineren Herrschaften zwischen Rhein, Main und Sieg, fast ständig unter dem Druck des Erzstifts Trier und der expansiven Grafen von Nassau, und das Haus Westerburg suchte sich daher durch eheliche Verbindungen mit den anderen Häusern der Gegend abzusichern, so u. a. mit Isenburg, Limburg, Solms, Merenberg, Sayn, Virneburg, Leiningen, Wied, Cronberg, Diez, Weilnau, Runkel und auch Nassau-Wiesbaden.

## Verschmelzung mit Leiningen
Als mit dem Tode des Grafen Hesso von Leiningen-Dagsburg am 8. März 1467 dieser Zweig der Leininger Grafen im Mannesstamm ausstarb, erbte seine Schwester Margarete, verheiratet mit Reinhard III. von Westerburg, den größeren Teil des Besitzes dieser älteren Hauptlinie der Leininger, und die Westerburger nannten sich seitdem Leiningen-Westerburg. Als Gräfin Margarethe 1470 starb, fiel ihr gesamtes Westerburger und Leininger Erbe an ihren Enkel Reinhard IV., der sich ab 1475 mit kaiserlicher Genehmigung Graf Reinhard I. zu Leiningen-Westerburg nannte und seinen Sitz in die Leininger Grafschaft verlegte. Sein Sohn Kuno III. († 1547) hatte drei Söhne, die die drei Linien des Geschlechts begründeten.

## Sitz von Leininger Nebenlinien

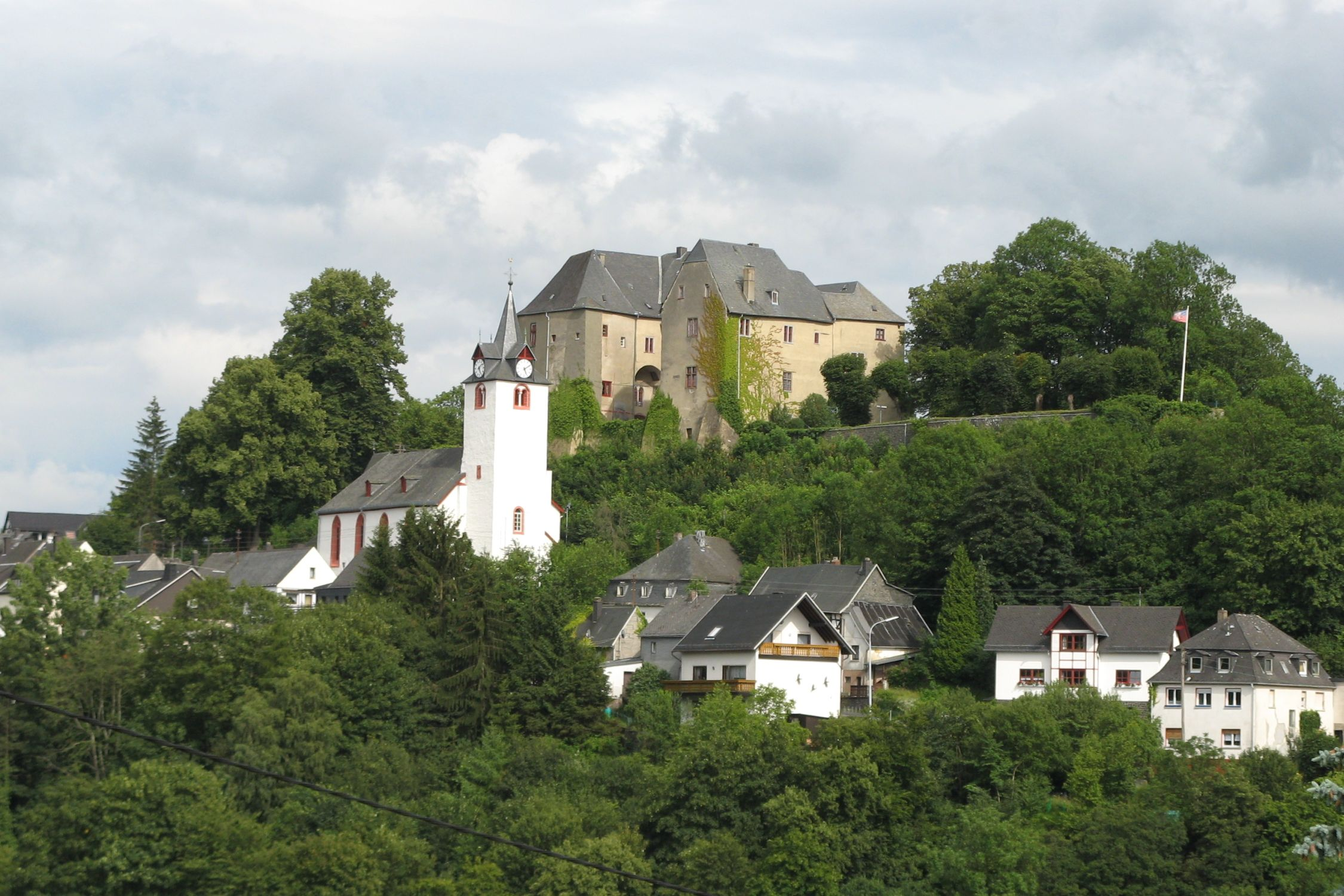
Das Schloss Westerburg oberhalb der Stadt

Erst ab 1557 war Westerburg dann wieder Sitz von Nebenlinien des sich wiederholt aufspaltenden Hauses der Leininger. Unter Reinhards Enkeln entstanden die drei Zweige Leiningen-Leiningen, Leiningen-Westerburg und Leiningen-Schaumburg. Reinhard II. zu Leiningen-Westerburg (* 1530, † 1584) residierte ab 1557 in Westerburg, aber die Linie Leiningen-Westerburg erlosch schon 1597 mit seinen Söhnen Albrecht Philipp (* 1567, † 1597) und Johann Ludwig (* 1572, † 1597). Sie wurde von der Linie Leiningen-Schaumburg beerbt, die sich ab 1695 ebenfalls weiter verzweigte und von der bis in das 20. Jahrhundert noch zwei Nebenlinien existierten: Leiningen-Westerburg-Altleiningen und Leiningen-Westerburg-Neuleiningen.
1656 mussten die Leininger die Lehnshoheit über die Herrschaft Westerburg im Rahmen einer Surrogation für das verkaufte kurkölnische Lehen Herrschaft Schaumburg formal an das Kurfürstentum Köln übergeben.

## Ende
1806 wurde Westerburg im Zuge der Bildung des Rheinbunds unter Napoleon dem Großherzogtum Berg zugeschlagen, kam aber dann schon 1813/1815 an das Herzogtum Nassau und 1866 mit der Annexion Nassaus an Preußen. Seit 1946 gehört das Gebiet der ehemaligen Herrschaft Westerburg zu Rheinland-Pfalz.

## Wappen

Stammwappen der Herren von Westerburg

Das Stammwappen der Westerburger zeigt in Rot ein durchgehendes goldenes Kreuz, bewinkelt von 20 (4× 5 (2:1:2)) goldenen Kreuzchen. Auf dem Helm mit rot-goldenen Decken ein roter oder schwarzer Flug, belegt mit einer roten Scheibe mit einem durchgehenden goldenen Kreuz, bewinkelt von je 5 (2:1:2) goldenen Kreuzchen (auch reduziert auf je eines im Winkel), oder auch ein wie der Schild bezeichneter Flug.

## Mitglieder des Hauses
- Siegfried von Westerburg, 1275–1297 Erzbischof von Köln
- Seraphine Franziska zu Leiningen-Westerburg-Neuleiningen (1810–1874), Gräfin, Mitglied der Ersten Kammer der Landstände des Herzogtums Nassau, lebte als Standesherrin auf der Westerburg.
- Sophie Charlotte zu Stolberg-Wernigerode, geb. Gräfin zu Leiningen-Westerburg (1695–1762), einflussreiche Pietistin ihrer Zeit und eine der Mitbegründerinnen des Pietismus in Wernigerode, Tochter des Reichskammergerichtspräsidenten Anton zu Leiningen-Westerburg-Schadeck und Stieftochter des Hofpredigers und nachmaligen Bergrats Jakob Bierbrauer